# Вахонин, Алексей Иванович
Алексей Иванович Вахонин (10 марта 1935, Гавриловка, Западно-Сибирский край — 1 сентября 1993, Шахты, Ростовская область) — советский тяжелоатлет, чемпион и рекордсмен СССР, Европы и мира, олимпийский чемпион 1964 года. Заслуженный мастер спорта СССР (1964).

## Биография
Отец погиб на фронте, когда Вахонин был  мал. Семья жила бедно. Вахонин рано оставил школу и пошел работать.
Спортом начал заниматься в 1956 году. Огромную роль в его жизни сыграла встреча с Рудольфом Плюкфельдером на соревнованиях первенства Сибири и Дальнего Востока. Он и стал его тренером.
На Олимпиаде в Токио в 1964 году Вахонин завоевал золотую медаль среди атлетов легчайшего веса, победив в сложной борьбе венгра Имре Фёльди. Для этого Вахонину в последней попытке необходимо было взять вес в 142,5 кг, что и сделало советского тяжелоатлета чемпионом. Хотя прозвучали аплодисменты, но Вахонин не опустил штангу сразу, а поднял одну ногу и, как аист, простоял несколько секунд на помосте, произнеся «Хо-па!». Из-за злоупотребления алкоголем оставил карьеру уже в 1970 году.

### После завершения карьеры
После завершения спортивной карьеры работал горнорабочим и тренером по атлетике. В это время работал в кузнечно-штамповочном цехе Донецкого экскаваторного завода на линии КГШП на обрезном прессе.
Некоторое время Вахонин трудился на шахте, но оттуда его уволили за пьянство. Позже он устроился разнорабочим и могильщиком на местное кладбище. Жена ушла, забрав последние деньги. Старший сын, Алексей, был единственным, с кем Вахонин оставался на связи. Они часто пили вдвоем. 1 сентября 1993 года во время одного из застолий между ними началась ссора, а потом и драка. Сын ударил отца в грудь, вследствие чего Вахонин скончался.

## Память
- В память о Вахонине в 1995 году учредили ежегодный турнир по тяжелой атлетике.
- В Шахтах на Аллее спортивной славы есть портрет олимпийского чемпиона.
- В Киселевске, городе Кемеровской области, есть улица, названная в его честь.
- В 2020/2021 учебном году имя Алексея Вахонина было присвоено одному из дивизионов III этапа региональных соревнований «Кузбасская спортивная школьная лига»[4].

## Достижения
- Чемпион XVIII Олимпийских игр в легчайшем весе. Сумма троеборья — 367,5 килограмма (мировой рекорд)
- Чемпион мира (1963, 1964, 1966)
- Чемпион Европы (1963, 1965, 1966)
- Чемпион СССР (1961—1964, 1966, 1967)
- Серебряный призёр чемпионата СССР (1965, 1968, 1969, 1970)

## Награды
- орден «Знак Почёта» (30.03.1965)
- Заслуженный мастер спорта СССР
- Лучший человек